# Ipogeo di Villa Sperandio
L'Ipogeo di Villa Sperandio risale al IV secolo a.C. e fa parte di una necropoli etrusca. Il complesso è ubicato a nord della città di Perugia, fuori le mura medievali, in via Sperandio.

## Storia
L'ipogeo sorge nell’area occupata in epoca medievale dall'antico Monastero dello Sperandio delle Monache benedettine, da cui il toponimo. Fu usata dal VI secolo a. C. fino ad epoca romana, Il monastero fu soppresso in età napoleonica e trasformato in villa residenziale, sopra la porta di ingresso si legge ancora l'scrizione latina "Spera in Deo 1696".

## Descrizione
La necropoli testimonia una varia tipologia di sepoltura, costituita prevalentemente da tombe a camera, oltre che a cassone e a fossa con la prevalenza del rito dell'inumazione, ma sono state rinvenute anche urna cinerarie in travertino. Nel giardino privato della villa è visitabile su appuntamento, una delle tombe a camera ipogee, della fine IV sec. a.C., con lastrone di arenaria che chiudeva l'ingresso. L'ipogeo conserva ancora un Sarcofago in Arenaria, appartenuto ad una ricca dama il cui corredo funebre composto da pregevoli gioielli in oro, è conservato al Museo archeologico nazionale di Firenze

## Sarcofago dello Sperandio
Dalla necropoli dello Sperandio, proviene una testimonianza di grande importanza della Perugia arcaica: il sarcofago dello Sperandio databile 500 a. C., rinvenuto nel 1843 e conservato al MANU Museo archeologico nazionale dell'Umbria.
Conteneva insieme alle spoglie del defunto un corredo di armi, per cui si desume che siano state appartenute ad un guerriero. Non è scolpito in pietra locale, ma in pietra fetida, di colore terra di Siena proveniente dal territorio di Chiusi, come altri manufatti coevi, quali cippi e urne cinerarie; sono quindi una testimonianza degli scambi culturali ed economici di Perugia con il territorio chiusino.
È staccato da terra con quattro zampe, le anteriori hanno la forma di quelle leonine, il coperchio ha due spioventi. Nei due lati corti presenta scene di banchetti funebri, con i giochi rituali tipici: Kottabos con danzatori e musici. Nel lato lungo, frontale, è rappresentato un corteo dove sono presenti tre uomini legati con corde al collo, condotti da un giovane imberbe che apre il corteo, seguono due donne e tre uomini affiancati da un cane con collare e da muli carichi, armenti e altri personaggi maschili armati. La scena può essere soggetta a più interpretazioni:
- Un trionfo con un bottino di guerra, o razzia di un territorio umbro vicino.
- La migrazione dei committenti del sarcofago, da Chiusi a Perugia, nell’età delle grandi migrazioni, verso la valle del Tevere, avvenuta nella seconda metà VI secolo a.C., al tempo del re Porsenna.
- La partenza di capi Perugini verso territori transappenninici, tale colonizzazione testimoniata dalle fonti, è datata anche essa nella seconda metà del VI secolo a.C.[2]

Dalla necropoli provengono anche cippi funerari e materiali ceramici, in bronzo e in ferro, conservati oltre che nel Museo archeologico nazionale dell'Umbria e nel Museo archeologico nazionale di Firenze nel il British Museum di Londra.